# A Guarda do Leão
A Guarda do Leão (The Lion Guard) é uma série de animação, de Ação e Aventura desenvolvida por Ford Riley e produzida pela Disney Television Animation com base na franquia O Rei Leão, da Disney.

## Enredo
A série gira em torno de Kion, filho de Simba e Nala, o irmão mais novo de Kiara e o príncipe das Terras do Reino, que, como segundo filho do Rei Leão Simba, torna-se o líder da Guarda do Leão, uma equipe de animais que protegem as Terras do Reino e defendem o Ciclo da Vida.

## Episódios

### Resumo
| Temporada | Temporada | Episódios | Data da transmissão original | Data da transmissão original |
| Temporada | Temporada | Episódios | Estreia                      | Final                        |
| --------- | --------- | --------- | ---------------------------- | ---------------------------- |
|           | 1         | 28        | 22 de novembro de 2015       | 21 de abril de 2017          |
|           | 2         | 30        | 7 de julho de 2017           | 22 de abril de 2019          |
|           | 3         | 20        | 3 de agosto de 2019          | 3 de novembro de 2019        |

## Desenvolvimento
A série foi anunciada pela Disney em 9 de junho de 2014, para comemorar o 20º aniversário do primeiro filme. 
A gerente geral do Disney Junior, Nancy Kanter, afirmou: "É uma espécie de O Rei Leão com Os Vingadores." O anúncio da série foi feito após uma reunião entre o Kanter e o CEO da Disney, Robert Iger. Iger sugeriu a Kanter que o Disney Junior considerar-se produzir conteúdos para celebrar o 20º aniversário de O Rei Leão em 2014. A Disney realizou teste de audiências com as crianças, que foram capazes de fazer sugestões, como ajustar o visual das hienas. A Disney Consumer Products, lançou uma linha de brinquedos para a série de televisão, bem como em títulos de livros baseados na série, tais como o:
Return of the Roar, Can't Wait to be Queen, Bunga the Wise, Meet the New Guard, Fuli Finds Her Place, Join the Lion Guard! and Kion's Animal Alphabet.
Um sneak peek da Guarda do Leão, foi apresentada na D23 Expo em 2015. O sneak peek continha as informações de que o filme para televisão foi agendado para ser exibido em novembro de 2015, e era para ser intitulado A Guarda do Leão: Retorno do Rugido (The Lion Guard: Return of the Roar). Em 9 de outubro de 2015, foi confirmado que o Retorno do Rugido iria estrear em 22 de novembro de 2015, no Disney Channel.
A série foi primeiro transmitida como um filme de televisão, intitulado The Lion Guard: Return of the Roar, (A Guarda do Leão: Um Novo Rugido no Brasil ou A Guarda do Leão: O Regresso do Rugido em Portugal) no Disney Channel, no dia 22 de novembro de 2015 nos Estados Unidos, e começou a ser exibida como uma série de TV no dia 15 de janeiro, de 2016, no Disney Junior e Disney Channel. Ele é a segunda série de televisão baseada em O Rei Leão, a primeira foi Timão & Pumba (1995-1999). A Guarda do Leão é uma sequência de O Rei Leão e uma meia-sequência para o filme de 1998, O Rei Leão II: o Reino de Simba. Estreou no Brasil em 17 de abril de 2016 e em Portugal em 18 de abril de 2016.
Em março de 2016, foi anunciado que a série foi renovada para uma segunda temporada, que estreou em 7 de julho de 2017.
Com a terceira e última temporada ocorrendo em paralelo com o segundo ato do filme, seguido pelos dois episódios finais da série, servindo como uma continuação do filme, estreou em 3 de agosto de 2019. Os oito primeiros episódios da terceira temporada ficaram disponíveis sob demanda e o aplicativo DisneyNow no mesmo dia. O final da série foi ao ar em 3 de novembro de 2019.

## Transmissão
Com a sua contraparte americana, o Retorno do Rugido estreou em 22 de novembro de 2015 no Disney Channel , no Canadá, enquanto a série estreou no dia 17 de janeiro, de 2016, no Disney Junior, dois dias depois de sua estréia americana. No Reino Unido e na Irlanda, o Retorno do Rugido estreou no Disney Junior em 8 de fevereiro de 2016, enquanto a série estreou em 13 de abril de 2016. Na Austrália e na Nova Zelândia, o piloto estreou em 6 de fevereiro de 2016, e a série começou a ser exibida no dia 28 de fevereiro no Disney Junior. No Sudeste da Ásia, o Retorno do Rugido estreou em 20 de Março de 2016 no Disney Channel (11 de abril de 2016, no Disney Channel) e a série estreou em 17 de abril de 2016, no bloco Disney Junior do Disney Channel, também no Brasil. O Retorno do Rugido também foi exibido pelo bloco Mundo Disney no SBT, no Brasil.

## Background
Para dar A Guarda do Leão um olhar original, o diretor Howy Parkins declarou: "Nós fomos muito conscientes para manter a essência de O Rei Leão, através do pano de fundo ambiente e personagens reais. Fizemos uma extensa pesquisa e também fomos capazes de obter algumas folhas de modelo. Nós queremos que as pessoas estejam em sintonia na estréia do filme e se sintam confortáveis, como eles estão de volta no mundo de O Rei Leão... O desafio com A Guarda do Leão, foi capturar a beleza e a aparência de O Rei Leão, quando um dos meus amigos, Barry Atkinson, que trabalhou em O Rei Leão como um pintor de plano de fundo, tornou-se disponível, nós o utilizamos. Ele nos deu um monte de opiniões quando chegou a hora de avaliar os exemplos que os novos artistas de planos de fundo tinham feito. Em seguida, um outro amigo meu, Mike Surrey, veio falar com os animadores e artistas de storyboard. Ele foi o supervisor de animação do Timão em O Rei Leão.
Sobre o aspecto educacional do show e tom, Parkins disse: "Nós temos vários personagens e histórias para contar, por isso usei o Cíclo da Vida como uma espécie de arco para história, para toda a série, bem como o recurso. Na pesquisa que fizemos, temos sido capazes de nos basear nos animais do Serengeti e algumas informações sobre habitat, e trabalhar com eles em histórias ou criar histórias baseada em um fato real. Sem ser excessivamente educacional, estamos sendo muito educativo. Foi uma coisa divertida para criar através de todo o processo de contar histórias... Nós temos que ser conscientes com o público dos dois ao sete anos. Nós temos a música, as sequências de perseguição, um monte de alívio cômico, bem como nossos vilões, então haverá alguns momentos sombrios. Mas temos a tendência de puxar para trás um pouco mais do que eles fizeram no filme original ou em um filme, como por exemplo, Procurando Nemo."

## Personagens

### A Guarda do Leão
- Kion - Um Leão e o mais Feroz da Guarda do Leão, filho de Simba e Nala, por ser o caçula da familia real é aquele que receberia a liderança da Guarda do Leão. Ele recebe um ferimento no olho esquerdo, uma cicatriz, simbolizando a marca do mal (também atribuida a Scar e Kovu).  E teria que ir a Árvore da Vida para encontrar uma cura para sua cicatriz e se livrar do veneno da picada. começou a duvidar de si mesmo e também chega a usar o rugido involuntariamente contra os membros da Guarda do Leão, mas conseguiu encontrar forças para seguir em frente e acreditar em suas amizades. Após de curar na arvore da vida, é avisado da guerra entre a Familia Real e o grupo de Zira, porém chega nas Terras do Reino após todos os eventos de O Reino de Simba terem finalizado. Após um pequeno conflito com Vitani e a Nova Guarda do Leão, abre mão do rugido, Kion retorna para a Árvore da Vida e se torna rei, junto com Rani. No Brasil com a voz de Arthur Salerno.
- Bunga - Este é o Ratel (Texugo-do-Mel). conhecido como o mais valente. Apesar de tudo, não possui muito bom senso, membro da Guarda do Leão. Ele é adotado por Timão e Pumba. e possui uma rixa com a Mama Binturong, por causa de seu cultivo de Tuliza serem mantido apenas para si. No Brasil com a voz de Luiz Felipe Mello.
- Fuli -  É uma Chita, a mais veloz das terras do reino e gosta de viver sendo independente, possui personalidade forte, e possui a confiança de Kion para liderar a Guarda do Leão quando o mesmo se sente incapaz ou "perigoso demais". No Brasil com a voz de Isabelle Cunha.

- Ono - é uma Garça Vaqueira conhecido como tendo a melhor visão. perdeu a visão quando salvou Bunga que caiu na fumaça do vulcão ficando com a visão embaçada. Com isso Anga, uma águia recebeu a marca da guarda de "Melhor Visão", e Ono perdeu a dele, porém em seguida recebeu a marca de  "Mais sábio". Após ser curado, recuperou sua visão, mas não consegue mais enxergar muito além como poderia fazer. No Brasil com a voz de Charles Emmanuel.

- Beshte -  É um Hipopotamo, conhecido como o mais forte. É um grande símbolo de maturidade e pacificidade dentro da Guarda, possui um grande coração e aprecia conhecer novos animais. No Brasil com a voz de Yago Machado.
- Anga - é uma Águia-Marcial Conhecida como melhor visão após Ono ter á perdido. Possui uma personalidade neutra e mais introvertida, mesmo assim mostra ter bastante afeto por seus amigos. No Brasil com a voz de Gabi Porto.

### Tropa do Scar
- Grupo de Janja - Antagonistas frequentes da Guarda do Leão ao decorrer da série
- Chacais - Familia de ReiRei e Goigoi, opostas as regras de Simba
- Crocodilos Renegados - Liderados por Makuu, opostos á Pua (Lider aposentado dos crocodilos)
- Répteis e Ushari - Informantes de Scar, liderados hierarquicamente por Ushari, porta voz de Scar, se vingando da Guarda do Leão,  responsavel direto pela cicatriz de Kion e indiretamente responsavel por Cegar Ono

### Bando da Mama Binturong
- Mama Binturong - Conhecida por causar problemas por seu monopólio de Tulizas sobre os habitantes locais.  Chegou a enfrentar o Bunga, esta passa a sentir um ódio por ele. Ela é o cérebro do grupo. Ela tinha seus porcos-espinhos que o ajudavam. No Brasil com a voz de Telma da Costa.
- Makucha - Ele é um Leopardo. seguiu a Guarda do Leão para se vingar e se junta ao bando. No Brasil com a voz de Luiz Carlos Persy.
- Chuluun - É um Leopardo da Neve fêmea que causava problemas aos Pandas Vermelhos. Por causa de sua pelagem branca, ela era confundida nas montanhas de neve. Ao lidar com a Guarda do Leão ela seguiu Makucha para se vingar da Guarda do Leão. No Brasil com a voz de Aline Guioli.
- Ora - Este é um Dragão-de-komodo. causou problemas a Guarda do Leão quando tentava ajudar um golfinho preso na praia. No Brasil com a voz de Guilherme Lopes.
- Depois de receber o rugido do Kion ele depois o segue para se vingar. Ele acaba sendo varrido pelo rugido de Kion junto de seu grupo.

### Guardiões da Noite
- Rani - Ela é a líder dos Guardiões da Noite. Desde a chegada da Guarda do Leão, chega a desconfiar deles, segundo Janna, Rainha da  Arvore da Vida, o rugido estaria destinado a retornar na Árvore da Vida. Depois de ver as boas qualidades, ela depois propõe a Kion para se tornar rei ao lado dela. Ela se torna rainha depois de Janna falecer. No Brasil com a voz de Marianna Alexandre.
- Baliyo - Ele é irmão de Rani e sobrinho de Surak. No Brasil com a voz de Hugo Myara.
- Surak -  Ele é o filho da Rainha Janna e tio de Rani e Baliyo. No Brasil com a voz de Marcos Souza.
- Nirmala - Ela é a curandeira da Árvore da Vida. Frequentemente possui uma flor rosa na parte direita de sua orelha. No Brasil com a voz de Raquel Masuet.

### Nova Guarda do Leão
- Vitani - É Conhecida como a mais feroz. É segunda filha com Zira. Ela depois é aceita pelo bando de Simba virando membro da Guarda do Leão, Kion também a reconhece, que o levou a abrir mão do rugido, embora não o tendo. No Brasil com a voz de Morgana Bernabucci na primeira temporada e Miriam Ficher na terceira.
- Shabaha - Conhecida como a mais valente depois do Bunga.
- Kasi - Conhecida como a mais veloz depois da Fuli.
- Imara - Conhecida como a mais forte depois do Beshte.
- Tazama - Conhecida como a de melhor visão assim como Anga e como Ono era, mesmo em lugares escuros.